# 莱赫法尔

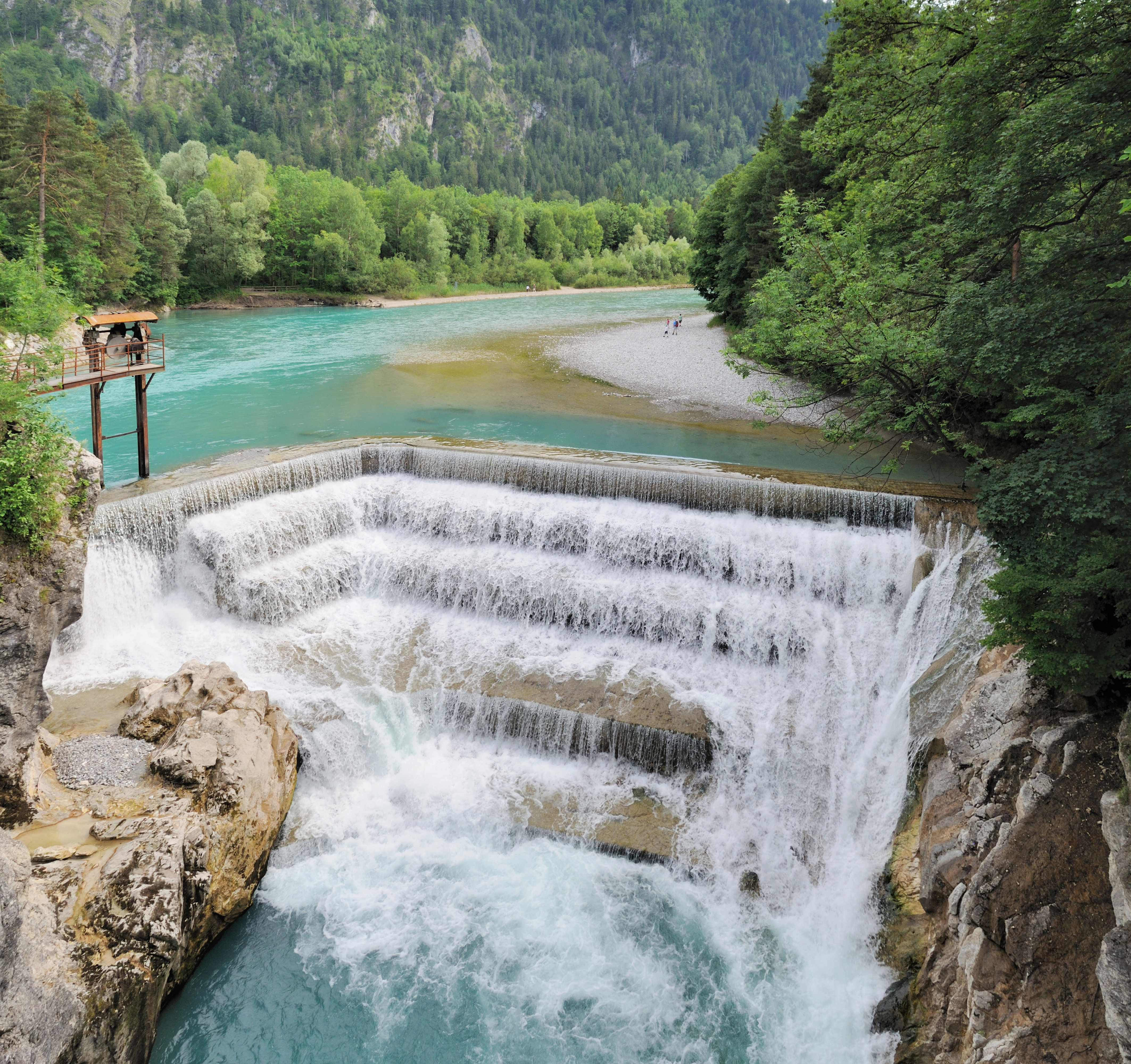
莱赫法尔

莱赫法尔（德語：Lechfall）是位于德國菲森南郊萊希河上的一個约12米高的可以用來水力发电的堰，它建于1784-1787年。莱赫法尔所在的峽谷大约於12,000年前的维尔姆冰期末期形成。